# Marfa Vasil'evna Sobakina
Marfa Vasil'evna Sobakina, in russo Марфа Васильевна Собакина? (1552 – 13 novembre 1571), fu la terza moglie di Ivan IV di Russia.

## Biografia
Figlia di un mercante di Novgorod, Vasiliy Sobakin della città di Kolomna, fu scelta personalmente dallo zar come propria sposa dopo che questi aveva ingiunto alle famiglie di boiardi della Moscovia di inviare nella capitale le loro figlie in età da marito. Il matrimonio ebbe luogo il 28 ottobre 1571, quindici giorni dopo Marfa morì dopo una malattia durata pochi giorni. Come nel caso delle prime due mogli, Anastasija Romanovna Zachar'ina e Marija Temrjukovna, Ivan sospettò che la stessa fosse stata avvelenata. Per tale motivo fece condannare a morte 20 persone, tra cui due dei suoi più fidati Opričniki. Attenendosi ai dogmi della Chiesa ortodossa russa che proibivano la celebrazione di quattro matrimoni, Ivan ritenne il matrimonio con Marfa nullo a causa della morte subitanea della moglie.
Gli studi effettuati sui resti di Marfa, posti in essere negli anni Novanta del XX secolo, non rivelarono alcun avvelenamento da metalli pesanti; questo, comunque, non esclude siano state usate piante velenifere, i cui residui sono impossibili da rinvenire anche con le moderne analisi.
La sua figura ispirò il dramma La fidanzata dello Zar di Lev Mej, dal quale Nikolaj Rimskij-Korsakov ricavò l'opera omonima.